# Caldas Novas
Caldas Novas este un oraș în Goiás (GO), Brazilia.